# یواخیم اشتاندفست
یواخیم اشتاندفست (آلمانی: Joachim Standfest؛ زادهٔ ۳۰ مهٔ ۱۹۸۰) بازیکن فوتبال سابق و سرمربی فوتبال اهل اتریش است.
وی همچنین در تیم ملی فوتبال اتریش بازی کرده‌است.

## افتخارات
- بوندس‌لیگا اتریش (۱):
  - ۲۰۰۴
- جام حذفی فوتبال اتریش (۵):
  - ۲۰۰۰، ۲۰۰۲، ۲۰۰۴، ۲۰۰۷، ۲۰۰۹